# Synthemis fenella
Synthemis fenella – gatunek ważki z rodziny Synthemistidae.